# Hiroshi Isono
Hiroshi Isono (磯野宏, Isono Hiroshi) (Chiba, 4 de fevereiro de 1967) mais conhecido pelo nome artístico Kyo, é um cantor e compositor japonês, conhecido por ser o vocalista da banda de punk rock D'erlanger e do supergrupo Die in Cries. D'erlanger é considerada uma das bandas percussoras do movimento visual kei, influenciando artistas e bandas como Luna Sea, Kuroyume e Hyde.

## Carreira
Kyo originalmente era um guitarrista, mas seus amigos recomendaram que ele se tornasse vocalista. Brevemente fez parte da banda Dead Wire ao lado de Tetsu (baterista do D'erlanger) e depois foi vocalista da banda liderada por hide, Yokosuka Saver Tiger, de 1986 a 1987. No ano seguinte, se juntou ao D'erlanger até se separarem em 1990, logo após o sucesso de La Vie En Rose levá-los a um contrato com uma grande gravadora e lançarem Basilisk. Após a separação do D'erlanger, ele formou o supergrupo Die in Cries como projeto solo, onde o baterista Yukihiro fez parte. Die in Cries estreou em uma grande gravadora em 1992, mas encerrou as atividades em 1994.
No mesmo ano, começou sua carreira solo com o single "Tsuki to Taiyo". Formou a banda Bug em 2001, que acabou em 2012.
D'erlanger se reuniu em 2007 e permanece ativo até hoje. O cantor vem sendo convidado por vários músicos da cena japonesa de rock para participar em seus shows desde então. Em 2017, participou do festival Halloween Party da banda VAMPS. Participou da turnê Aku da banda Mucc em 2021.
Em setembro, Kyo foi diagnosticado com um tumor no pulmão, mas afirmou que devido ao diagnóstico precoce, as chances de recuperação são altas. Com isso, a turnê do D'erlanger Agito Tour foi adiada. Assim que recebeu alta médica, em 22 de fevereiro de 2022 a turnê foi retomada. No entanto, ele já havia se apresentado uma vez no final de 2021 como convidado surpresa no evento da gravadora Maverick, Jack in the Box, cantando apenas uma música: "La Vie in Rose".

## Influência
D'erlanger influenciou muitas bandas da cena visual kei como um grupo, mas Kyo particularmente influenciou artistas como Hyde, que contou que se inspira em seu estilo.

## Discografia
Álbuns de estúdio
| Título                      | Lançamento             | Posição na Oricon |
| --------------------------- | ---------------------- | ----------------- |
| Ihōjin Alien (異邦人 Alien‎) | 21 de outubro de 1994  | 18                |
| Strip                       | 22 de maio de 1996     | 19                |
| Sexbeat                     | 21 de maio de 1997     | 38                |
| Zoo                         | 18 de novembro de 1998 | —                 |
| Happy?? Junky!!             | 26 de novembro de 1999 | —                 |
| Listen!!                    | 24 de janeiro de 2001  | —                 |
| Super Creeps                | 23 de maio de 2001     | —                 |